# Phyllanthus subcrenulatus
Phyllanthus subcrenulatus là một loài thực vật có hoa trong họ Diệp hạ châu. Loài này được F.Muell. miêu tả khoa học đầu tiên năm 1859.